# Чили на летних Олимпийских играх 2016
Республика Чили на летних Олимпийских играх 2016 года была представлена 42 спортсменами в 16 видах спорта. Знаменосцем сборной Чили на церемонии открытия Игр стала участница четырёх Олимпийских игр легкоатлетка Эрика Оливера, а на церемонии закрытия — триатлонистка Барбара Риверос, занявшая 5-е место в олимпийском турнире. По итогам соревнований чилийские спортсмены во второй раз подряд остались без медалей летних Олимпийских игр.

## Состав сборной
Академическая гребля
1. Бернардо Герреро
2. Фелипе Карденас
3. Мелита Абрахам
4. Хосефа Велис

Велоспорт
 Шоссейный велоспорт
1. Хосе Луис Родригес
2. Паола Муньос

 Гольф
1. Фелипе Агилар

 Дзюдо
1. Томас Брисено

 Конный спорт
1. Карлос Лобос

 Лёгкая атлетика
1. Виктор Аравена
2. Йерко Арая
3. Эдвард Арая
4. Даниэль Эстрада
5. Энцо Яньес
6. Карен Гальярдо
7. Наталия Дуко
8. Эрика Оливера
9. Наталия Ромеро
10. Исидора Хименес

 Парусный спорт
1. Беньямин Грес
2. Кристобаль Грес
3. Андрес Дукассе
4. Франсиско Дукассе
5. Матиас дель Солар
6. София Мидлтон
7. Надя Хорвиц
8. Аранча Хумусио
9. Бехонья Хумусио

 Плавание
1. Мигель Фелипе Тапия
2. Кристель Кёбрих

 Пляжный волейбол
1. Марко Гримальт
2. Эстебан Гримальт

 Спортивная гимнастика
1. Томас Гонсалес
2. Симона Кастро

 Стрельба
1. Франсиско Кроветто

 Стрельба из лука
1. Квота 1

 Теннис
1. Хулио Перальта
2. Ханс Подлипник

 Триатлон
1. Барбара Риверос

 Тхэквондо
1. Игнасио Моралес

 Тяжёлая атлетика
1. Квота 1

## Результаты соревнований

### Академическая гребля
В следующий раунд из каждого заезда проходят несколько лучших экипажей (в зависимости от дисциплины). В утешительный заезд попадают спортсмены, выбывшие в предварительном раунде. В финал A выходят 6 сильнейших экипажей, остальные разыгрывают места в утешительных финалах B-F.
Мужчины
| Соревнование              | Спортсмены                       | Отборочная гонка | Отборочная гонка | Отборочная гонка | Утешительный заезд | Утешительный заезд | Утешительный заезд | Четвертьфинал | Четвертьфинал | Четвертьфинал | Полуфинал     | Полуфинал     | Полуфинал     | Финал | Финал | Итоговое место |
| Соревнование              | Спортсмены                       | Заплыв           | Время            | Место            | Заплыв             | Время              | Место              | Заплыв        | Время         | Место         | Заплыв        | Время         | Место         | Время | Место | Итоговое место |
| ------------------------- | -------------------------------- | ---------------- | ---------------- | ---------------- | ------------------ | ------------------ | ------------------ | ------------- | ------------- | ------------- | ------------- | ------------- | ------------- | ----- | ----- | -------------- |
| двойки парные, лёгкий вес | Фелипе Карденас Бернардо Герреро | 2                | 6:38,95          | 3                | 1                  | 7:11,38            | 4                  | не проводится | не проводится | не проводится | Полуфинал C/D | Полуфинал C/D | Полуфинал C/D | Финал | Финал |                |
| двойки парные, лёгкий вес | Фелипе Карденас Бернардо Герреро | 2                | 6:38,95          | 3                | 1                  | 7:11,38            | 4                  | не проводится | не проводится | не проводится |               |               |               |       |       |                |

Женщины
| Соревнование              | Спортсмены                  | Отборочная гонка | Отборочная гонка | Отборочная гонка | Утешительный заезд | Утешительный заезд | Утешительный заезд | Четвертьфинал | Четвертьфинал | Четвертьфинал | Полуфинал     | Полуфинал     | Полуфинал     | Финал | Финал | Итоговое место |
| Соревнование              | Спортсмены                  | Заплыв           | Время            | Место            | Заплыв             | Время              | Место              | Заплыв        | Время         | Место         | Заплыв        | Время         | Место         | Время | Место | Итоговое место |
| ------------------------- | --------------------------- | ---------------- | ---------------- | ---------------- | ------------------ | ------------------ | ------------------ | ------------- | ------------- | ------------- | ------------- | ------------- | ------------- | ----- | ----- | -------------- |
| двойки парные, лёгкий вес | Хосефа Велис Мелита Абрахам | 4                | 7:20,63          | 4                | 1                  | 8:11,97            | 4                  | не проводится | не проводится | не проводится | Полуфинал C/D | Полуфинал C/D | Полуфинал C/D | Финал | Финал |                |
| двойки парные, лёгкий вес | Хосефа Велис Мелита Абрахам | 4                | 7:20,63          | 4                | 1                  | 8:11,97            | 4                  | не проводится | не проводится | не проводится |               |               |               |       |       |                |

### Велоспорт

#### Шоссейный велоспорт
Мужчины
| Соревнование    | Спортсмены         | Время | Место | Отставание |
| --------------- | ------------------ | ----- | ----- | ---------- |
| групповая гонка | Хосе Луис Родригес | DNF   | DNF   | DNF        |

Женщины
| Соревнование    | Спортсмены   | Время | Место | Отставание |
| --------------- | ------------ | ----- | ----- | ---------- |
| групповая гонка | Паола Муньос | DNF   | DNF   | DNF        |

### Водные виды спорта

#### Плавание
В следующий раунд на каждой дистанции проходят спортсмены, показавшие лучший результат, независимо от места, занятого в своём заплыве.
Мужчины
| Дистанция                  | Спортсмены          | Предварительный раунд | Предварительный раунд | Предварительный раунд | Полуфинал     | Полуфинал     | Полуфинал     | Финал                | Финал                |
| Дистанция                  | Спортсмены          | Заплыв                | Результат             | Место                 | Заплыв        | Результат     | Место         | Результат            | Место                |
| -------------------------- | ------------------- | --------------------- | --------------------- | --------------------- | ------------- | ------------- | ------------- | -------------------- | -------------------- |
| 1500 метров вольным стилем | Мигель Фелипе Тапия | 1                     | 16:02,44              | 45                    | Не проводится | Не проводится | Не проводится | Завершил выступление | Завершил выступление |

Женщины
| Дистанция                 | Спортсмены      | Предварительный раунд | Предварительный раунд | Предварительный раунд | Полуфинал     | Полуфинал     | Полуфинал     | Финал                 | Финал                 |
| Дистанция                 | Спортсмены      | Заплыв                | Результат             | Место                 | Заплыв        | Результат     | Место         | Результат             | Место                 |
| ------------------------- | --------------- | --------------------- | --------------------- | --------------------- | ------------- | ------------- | ------------- | --------------------- | --------------------- |
| 400 метров вольным стилем | Кристель Кёбрих | 1                     | 4:16,07               | 24                    | Не проводится | Не проводится | Не проводится | Завершила выступление | Завершила выступление |
| 800 метров вольным стилем | Кристель Кёбрих |                       |                       |                       | Не проводится | Не проводится | Не проводится |                       |                       |

### Волейбол

#### Пляжный волейбол
Мужчины
| Соревнование | Спортсмены                      | Групповой этап                                 | Групповой этап                                 | Групповой этап              | Групповой этап | 1/8 финала     | Четвертьфинал  | Полуфинал      | Финал          | Место |
| Соревнование | Спортсмены                      | Соперники Счёт                                 | Соперники Счёт                                 | Соперники Счёт              | Место          | Соперники Счёт | Соперники Счёт | Соперники Счёт | Соперники Счёт | Место |
| ------------ | ------------------------------- | ---------------------------------------------- | ---------------------------------------------- | --------------------------- | -------------- | -------------- | -------------- | -------------- | -------------- | ----- |
| мужчины      | Эстебан Гримальт Марко Гримальт | Группа E                                       | Группа E                                       | Группа E                    | Группа E       |                |                |                |                |       |
| мужчины      | Эстебан Гримальт Марко Гримальт | NEDР. Нуммердор / К. Варенхорст П 16:21, 13:21 | RUSК. Семёнов / В. Красильников П 17:21, 14:21 | POLГ. Фиялек / М. Прудель : |                |                |                |                |                |       |

### Гимнастика

#### Спортивная гимнастика
В квалификационном раунде проходил отбор, как в финал командного многоборья, так и в финалы личных дисциплин. В финал индивидуального многоборья отбиралось 24 спортсмена с наивысшими результатами, а в финалы отдельных упражнений по 8 спортсменов, причём в финале личных дисциплин страна не могла быть представлена более, чем 2 спортсменами. В командном многоборье в квалификации на каждом снаряде выступали по 4 спортсмена, а в зачёт шли три лучших результата. В финале командных соревнований на каждом снаряде выступало по три спортсмена и все три результата шли в зачёт.
Мужчины
Индивидуальные упражнения
| Соревнование       | Спортсмены     | Квалификация | Квалификация | Финал                | Финал                |
| Соревнование       | Спортсмены     | Очки         | Место        | Очки                 | Место                |
| ------------------ | -------------- | ------------ | ------------ | -------------------- | -------------------- |
| вольные упражнения | Томас Гонсалес | 15,066       | 14           | Завершил выступление | Завершил выступление |
| опорный прыжок     | Томас Гонсалес | 15,149       | 8 Q          |                      |                      |

Женщины
Многоборья
| Соревнование      | Спортсмены    | Квалификация   | Квалификация        | Квалификация | Квалификация       | Квалификация | Квалификация | Финал                 | Финал                 | Финал                 | Финал                 | Финал                 | Финал                 |
| Соревнование      | Спортсмены    | Опорный прыжок | Разновысокие брусья | Бревно       | Вольные упражнения | Всего        | Место        | Опорный прыжок        | Разновысокие брусья   | Бревно                | Вольные упражнения    | Всего                 | Место                 |
| ----------------- | ------------- | -------------- | ------------------- | ------------ | ------------------ | ------------ | ------------ | --------------------- | --------------------- | --------------------- | --------------------- | --------------------- | --------------------- |
| личное многоборье | Симона Кастро | 13,733         | 12,833              | 13,000       | 11,833             | 51,399       | 52           | Завершила выступление | Завершила выступление | Завершила выступление | Завершила выступление | Завершила выступление | Завершила выступление |

Индивидуальные упражнения
| Соревнование        | Спортсмены    | Квалификация | Квалификация | Финал                 | Финал                 |
| Соревнование        | Спортсмены    | Очки         | Место        | Очки                  | Место                 |
| ------------------- | ------------- | ------------ | ------------ | --------------------- | --------------------- |
| разновысокие брусья | Симона Кастро | 12,833       | 63           | Завершила выступление | Завершила выступление |
| бревно              | Симона Кастро | 13,000       | 60           | Завершила выступление | Завершила выступление |
| вольные упражнения  | Симона Кастро | 11,833       | 77           | Завершила выступление | Завершила выступление |

### Гольф
Последний раз соревнования по гольфу в рамках Олимпийских игр проходили в 1904 году. Соревнования гольфистов пройдут на 18-луночном поле, со счётом 72 пар. Каждый участник пройдёт все 18 лунок по 4 раза.
Мужчины
| Соревнование | Спортсмены    | Первый раунд | Первый раунд | Второй раунд | Второй раунд | Третий раунд | Третий раунд | Четвёртый раунд | Четвёртый раунд | Итоговый результат | Итоговое место |
| Соревнование | Спортсмены    | Очки         | Место        | Очки         | Место        | Очки         | Место        | Очки            | Место           | Итоговый результат | Итоговое место |
| ------------ | ------------- | ------------ | ------------ | ------------ | ------------ | ------------ | ------------ | --------------- | --------------- | ------------------ | -------------- |
| мужчины      | Фелипе Агилар |              |              |              |              |              |              |                 |                 |                    |                |

### Дзюдо
Соревнования по дзюдо проводились по системе с выбыванием. В утешительные раунды попадали спортсмены, проигравшие полуфиналистам турнира. Два спортсмена, одержавших победу в утешительном раунде, в поединке за бронзу сражались с дзюдоистами, проигравшими в полуфинале.
Мужчины
| Категория | Спортсмены    | 1/32 финала           | 1/16 финала              | 1/8 финала           | Четвертьфинал        | Полуфинал            | Финал                | Место |
| Категория | Спортсмены    | Соперник Результат    | Соперник Результат       | Соперник Результат   | Соперник Результат   | Соперник Результат   | Соперник Результат   | Место |
| --------- | ------------- | --------------------- | ------------------------ | -------------------- | -------------------- | -------------------- | -------------------- | ----- |
| до 90 кг  | Томас Брисено | JORИ. Халаф В 011:000 | KORКвак Тонхан П 000:100 | завершил выступление | завершил выступление | завершил выступление | завершил выступление | 17    |

### Конный спорт
Троеборье
Троеборье состоит из манежной езды, полевых испытаний и конкура. В выездке оценивается степень контроля всадника над лошадью и способность выполнить обязательные элементы выступления. Также при выступлении оценивается внешний вид лошади и всадника. Жюри выставляет, как положительные оценки за удачно выполненные упражнения, так и штрафные баллы за различного рода ошибки. После окончания выступления по специальной формуле вычисляется количество штрафных очков. Соревнования по кроссу требуют от лошади и её наездника высокой степени физической подготовленности и выносливости. Дистанция для кросса достаточно протяжённая и имеет множество препятствий различного типа. Штрафные очки во время кросса начисляются за сбитые препятствия, за превышение лимита времени и за опасную езду. В конкуре за каждое сбитое препятствие спортсмену начисляются 4 штрафных балла, а за превышение лимита времени 1 штрафное очко (за каждую каждую, сверх нормы времени, начатую секунду).
| Соревнование     | Спортсмены                  | Выездка | Кросс  | Кросс | Конкур | Конкур | Финальный конкур     | Финальный конкур     | Всего     | Всего |
| Соревнование     | Спортсмены                  | Штраф   | Штраф  | Штраф | Штраф  | Штраф  | Штраф                | Штраф                | Всего     | Всего |
| Соревнование     | Спортсмены                  | Баллы   | Прыжки | Время | Прыжки | Время  | Прыжки               | Время                | Результат | Место |
| ---------------- | --------------------------- | ------- | ------ | ----- | ------ | ------ | -------------------- | -------------------- | --------- | ----- |
| личное троеборье | Карлос Лобос лошадь — Ranco | 49,30   | 0,00   | 42,80 | 4      | 0,00   | завершил выступление | завершил выступление | 96,10     | 29    |

### Лёгкая атлетика
Мужчины
Шоссейные дисциплины
| Дисциплина              | Спортсмен       | Время | Место | Отставание |
| ----------------------- | --------------- | ----- | ----- | ---------- |
| марафон                 | Виктор Аравена  |       |       |            |
| марафон                 | Даниэль Эстрада |       |       |            |
| марафон                 | Энцо Яньес      |       |       |            |
| ходьба на 20 километров | Йерко Арая      |       |       |            |
| ходьба на 50 километров | Эдвард Арая     |       |       |            |

Женщины
Беговые дисциплины
| Дисциплина        | Спортсмен       | Предварительный раунд | Предварительный раунд | Предварительный раунд | Четвертьфиналы | Четвертьфиналы | Четвертьфиналы | Полуфиналы | Полуфиналы | Полуфиналы | Финал | Финал |
| Дисциплина        | Спортсмен       | Забег                 | Время                 | Место                 | Забег          | Время          | Место          | Забег      | Время      | Место      | Время | Место |
| ----------------- | --------------- | --------------------- | --------------------- | --------------------- | -------------- | -------------- | -------------- | ---------- | ---------- | ---------- | ----- | ----- |
| бег на 200 метров | Исидора Хименес |                       |                       |                       |                |                |                |            |            |            |       |       |

Шоссейные дисциплины
| Дисциплина | Спортсмен      | Время | Место | Отставание |
| ---------- | -------------- | ----- | ----- | ---------- |
| марафон    | Эрика Оливера  |       |       |            |
| марафон    | Наталия Ромеро |       |       |            |

Технические дисциплины
| Дисциплина    | Спортсмен      | Квалификация | Квалификация | Финал     | Финал |
| Дисциплина    | Спортсмен      | Результат    | Место        | Результат | Место |
| ------------- | -------------- | ------------ | ------------ | --------- | ----- |
| толкание ядра | Наталия Дуко   |              |              |           |       |
| метание диска | Карен Гальярдо |              |              |           |       |

### Парусный спорт
Соревнования по парусному спорту в каждом из классов состояли из 10 или 12 гонок. Каждую гонку спортсмены начинали с общего старта. Победителем становился экипаж, первым пересекший финишную черту. Количество очков, идущих в общий зачёт, соответствовало занятому командой месту. 10 лучших экипажей по результатам предварительных заплывов попадали в медальную гонку, результаты которой также шли в общий зачёт. В медальной гонке, очки, полученные экипажем удваивались. В случае если участник соревнований не смог завершить гонку ему начислялось количество очков, равное количеству участников плюс один. При итоговом подсчёте очков не учитывался худший результат, показанный экипажем в одной из гонок. Сборная, набравшая наименьшее количество очков, становится олимпийским чемпионом.
Мужчины
| Класс | Спортсмены                       | Гонка | Гонка | Гонка | Гонка | Гонка | Гонка | Гонка | Гонка | Гонка | Гонка | Гонка         | Гонка         | Гонка          | Очки | Место |
| Класс | Спортсмены                       | 1     | 2     | 3     | 4     | 5     | 6     | 7     | 8     | 9     | 10    | 11            | 12            | M              | Очки | Место |
| ----- | -------------------------------- | ----- | ----- | ----- | ----- | ----- | ----- | ----- | ----- | ----- | ----- | ------------- | ------------- | -------------- | ---- | ----- |
| 470   | Андрес Дукассе Франсиско Дукассе | 24    | 22    | 24    | 20    | 18    | 4     | 23    | 25    | 23    | 13    | не проводится | не проводится | не участвовали | 171  | 24    |
| Лазер | Матиас дель Солар                | 22    | 35    | 22    | 32    | 35    | 24    | 34    | 33    | 24    | 12    | не проводится | не проводится | не участвовал  | 238  | 30    |
| 49-й  | Беньямин Грес Кристобаль Грес    |       |       |       |       |       |       |       |       |       |       |               |               |                |      |       |

Женщины
| Класс | Спортсмены                     | Гонка | Гонка | Гонка | Гонка | Гонка | Гонка | Гонка | Гонка | Гонка | Гонка | Гонка         | Гонка         | Гонка | Очки | Место |
| Класс | Спортсмены                     | 1     | 2     | 3     | 4     | 5     | 6     | 7     | 8     | 9     | 10    | 11            | 12            | M     | Очки | Место |
| ----- | ------------------------------ | ----- | ----- | ----- | ----- | ----- | ----- | ----- | ----- | ----- | ----- | ------------- | ------------- | ----- | ---- | ----- |
| 470   | Надя Хорвиц София Мидлтон      |       |       |       |       |       |       |       |       |       |       | не проводится | не проводится |       |      |       |
| 49-й  | Аранча Хумусио Бехонья Хумусио |       |       |       |       |       |       |       |       |       |       |               |               |       |      |       |

### Стрельба
В январе 2013 года Международная федерация спортивной стрельбы приняла новые правила проведения соревнований на 2013—2016 года, которые, в частности, изменили порядок проведения финалов. Во многих дисциплинах спортсмены, прошедшие в финал, теперь начинают решающий раунд без очков, набранных в квалификации, а финал проходит по системе с выбыванием. Также в финалах после каждого раунда стрельбы из дальнейшей борьбы выбывает спортсмен с наименьшим количеством баллов. В скоростном пистолете решающие поединки проходят по системе попал-промах. В стендовой стрельбе добавился полуфинальный раунд, где определяются по два участника финального матча и поединка за третье место.
Женщины
| Соревнование | Спортсмены         | Квалификация | Квалификация | Полуфинал | Полуфинал | Финал               | Финал |
| Соревнование | Спортсмены         | Результат    | Место        | Результат | Место     | Соперник/ Результат | Место |
| ------------ | ------------------ | ------------ | ------------ | --------- | --------- | ------------------- | ----- |
| скит         | Франсиско Кроветто |              |              |           |           |                     |       |

### Стрельба из лука
В квалификации соревнований лучники выполняют 12 серий выстрелов по 6 стрел с расстояния 70-ти метров. По итогам предварительного раунда составляется сетка плей-офф, где в 1/32 финала 1-й номер посева встречается с 64-м, 2-й с 63-м и.т.д. В поединках на выбывание спортсмены выполняют по три выстрела. Участник, набравший за эту серию больше очков получает 2 очка. Если же оба лучника набрали одинаковое количество баллов, то они получают по одному очку. Победителем пары становится лучник, первым набравший 6 очков.
Мужчины
| Соревнование              | Спортсмены   | Квалификация | Квалификация | 1/32 финала                   | 1/16 финала               | 1/8 финала               | Четвертьфинал      | Полуфинал          | Финал              | Место |
| Соревнование              | Спортсмены   | Результат    | Место        | Соперник Результат            | Соперник Результат        | Соперник Результат       | Соперник Результат | Соперник Результат | Соперник Результат | Место |
| ------------------------- | ------------ | ------------ | ------------ | ----------------------------- | ------------------------- | ------------------------ | ------------------ | ------------------ | ------------------ | ----- |
| индивидуальное первенство | Рикардо Сото | 675          | 13           | BLRА. Прилепов (52) В 610:510 | BRAБ. Оливейра (45) В 7:1 | NEDШ. ван ден Берг (4) : |                    |                    |                    |       |

### Теннис
Соревнования пройдут на кортах олимпийского теннисного центра. Теннисные матчи будут проходить на кортах с твёрдым покрытием DecoTurf, на которых также проходит и Открытый чемпионат США.
Мужчины
| Соревнование  | Спортсмены                    | 1/32 финала        | 1/16 финала                       | 1/8 финала            | Четвертьфинал         | Полуфинал             | Финал                 |
| Соревнование  | Спортсмены                    | Соперник Результат | Соперник Результат                | Соперник Результат    | Соперник Результат    | Соперник Результат    | Соперник Результат    |
| ------------- | ----------------------------- | ------------------ | --------------------------------- | --------------------- | --------------------- | --------------------- | --------------------- |
| парный разряд | Хулио Перальта Ханс Подлипник | Не проводится      | USAС. Джонсон / Д. Сок П 2:6, 2:6 | Завершили выступление | Завершили выступление | Завершили выступление | Завершили выступление |

### Триатлон
Соревнования по триатлону пройдут на территории форта Копакабана. Дистанция состоит из 3-х этапов — плавание (1,5 км), велоспорт (43 км), бег (10 км).
Женщины
| Соревнование              | Спортсмены      | Плавание | Смена | Велоспорт | Смена | Бег | Итоговое время | Место | Отставание |
| ------------------------- | --------------- | -------- | ----- | --------- | ----- | --- | -------------- | ----- | ---------- |
| индивидуальное первенство | Барбара Риверос |          |       |           |       |     |                |       |            |

### Тхэквондо
Соревнования по тхэквондо проходят по системе с выбыванием. Для победы в турнире спортсмену необходимо одержать 4 победы. Тхэквондисты, проигравшие по ходу соревнований будущим финалистам, принимают участие в утешительном турнире за две бронзовые медали.
Мужчины
| Категория | Спортсмены      | Первый раунд       | Четвертьфинал      | Полуфинал          | Финал              | Место |
| Категория | Спортсмены      | Соперник Результат | Соперник Результат | Соперник Результат | Соперник Результат | Место |
| --------- | --------------- | ------------------ | ------------------ | ------------------ | ------------------ | ----- |
| до 68 кг  | Игнасио Моралес |                    |                    |                    |                    |       |

### Тяжёлая атлетика
Каждый НОК самостоятельно выбирает категорию в которой выступит её тяжелоатлет. В рамках соревнований проводятся два упражнения — рывок и толчок. В каждом из упражнений спортсмену даётся 3 попытки. Победитель определяется по сумме двух упражнений. При равенстве результатов победа присуждается спортсмену, с меньшим собственным весом.
Мужчины
| Категория | Спортсмены         | Вес   | Рывок | Рывок | Рывок | Толчок | Толчок | Толчок | Всего | Место |
| Категория | Спортсмены         | Вес   | 1     | 2     | 3     | 1      | 2      | 3      | Всего | Место |
| --------- | ------------------ | ----- | ----- | ----- | ----- | ------ | ------ | ------ | ----- | ----- |
| до 62 кг  | Хулио Сесар Акоста | 61,30 | 114   | 117   | 120   | 142    | 146    | 151    | 266   | 11    |